# Prix Gémeaux : Meilleure interprétation : humour
Pour un article plus général, voir prix Gémeaux.
Prix Gémeaux : Meilleure interprétation : humour.

## Lauréats
- 2003 - Benoît Brière, Josée Deschênes, Céline Dion, Marc Labrèche, Diane Lavallée, Marc Messier, Claude Meunier, Stéphane Rousseau, Serge Thériault, Guylaine Tremblay, pour La Petite Vie
- 2004 - Véronique Cloutier, pour Ceci n’est pas un Bye Bye